# Fuxianhuia
Fuxianhuia es un género extinto de artrópodos fuxianhuidos de los esquistos de Maotianshan, del Cámbrico Inferior de Yunnan, China. Sus características primitivas han suscitado discusiones sobre la condición ancestral de los euartrópodos. A pesar de ser conocido de varios especímenes, disputas sobre su morfología, concretamente sus apéndices de la cabeza, lo han convertido en uno de los taxones de Chengjiang más controvertidos.

## Etimología
El nombre genérico viene del lago Fuxian (Fuxian Hu), dónde se descubrió. El epíteto específico de la especie tipo, F. protensa, hace referencia a su tronco alargado, mientras que  F. xiaoshibaensis se refiere a la población de Xiaoshiba, cercana al lugar donde se encontró.

## Descripción

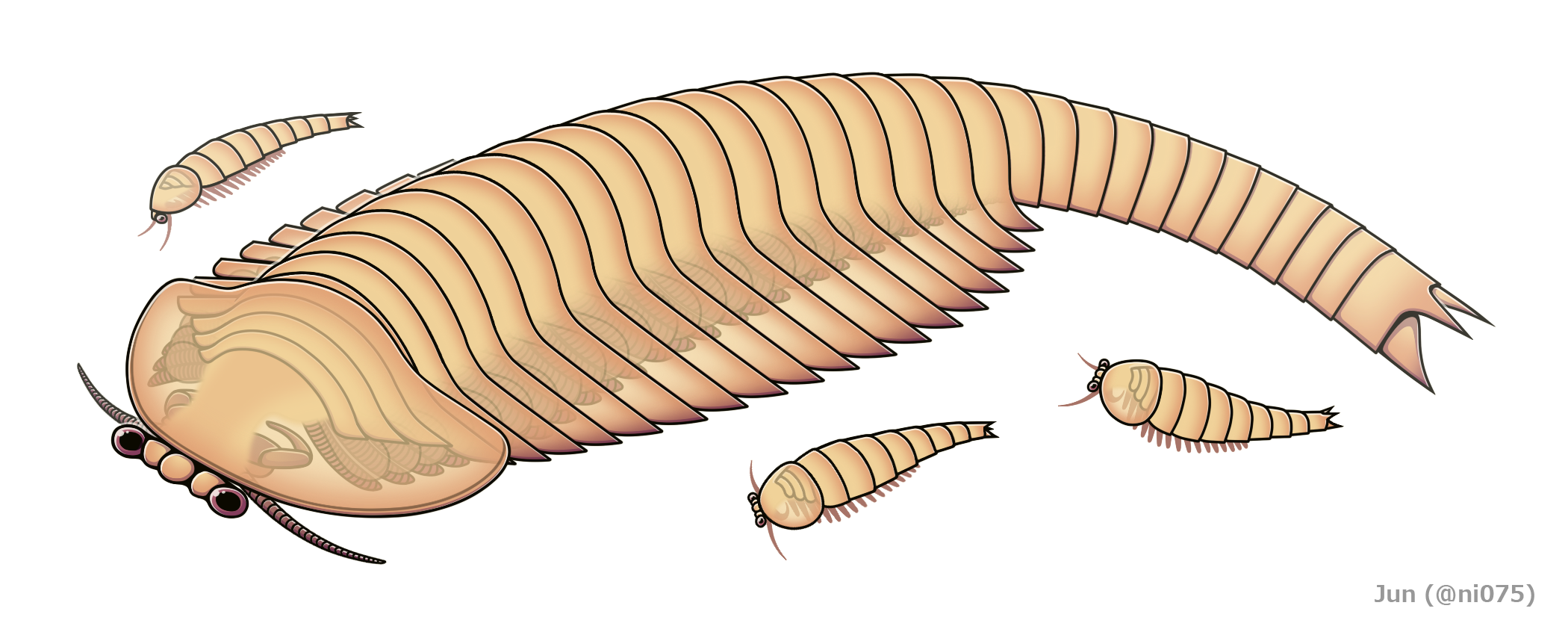
Restauración en vida de Fuxianhuia protensa

Los especímenes completos de Fuxianhuia miden aproximadamente 4 centímetros de largo. El anterior de Fuxianhuia está encerrado en un esclerito ovalado, del que emergen dos ojos pedunculados. Directamente detrás de este esclerito, en el escudo de la cabeza propiamente dicho, hay dos antenas robustas. Cuando se describió originalmente la cabeza de Fuxianhuia, también se describieron dos apéndices adicionales de la cabeza, el par "subquelato". Estos son apéndices geniculados que apuntan hacia atrás y se encuentran en una posición altamente estereotipada (es decir, su posición no varía mucho de un espécimen a otro). En parte debido a esto, y en parte debido a su morfología bastante indistinta, se ha cuestionado su condición de apéndices. De hecho, sobre la base de que estas estructuras parecen estar entre dos capas cuticulares, Waloszek y sus colegas han sugerido que no son apéndices en absoluto, sino divertículos intestinales; una reasignación que, sin embargo, no ha sido universalmente aceptada. Ventralmente, una gran placa se ha interpretado como un hipostoma .
El escudo de la cabeza superpone a una serie de 12 a 17 tergitos del tronco, que llevan a un conjunto de segmentos con extremidades que comprenden el tórax . Las extremidades simples, consisten de un exópodo ovalado, liso y robusto; y un endópodo anillado. No existe una correspondencia uno a uno entre los tergitos torácicos y las extremidades, sino que parece haber dos o tres extremidades por tergito .
Detrás del tórax hay una región abdominal más estrecha, que consta de 14 tergitos, sin apéndices. El abdomen está terminado por una telson puntiagudo.

### Anatomía cerebral
En 2012, se describió un fósil de Fuxianhuia con una preservación excepcional del cerebro y los lóbulos ópticos. La forma y la complejidad corresponden aproximadamente a las de un cerebro malacostracano moderno. En general, el cerebro de Fuxianhuia muestra la misma morfología tripartita de Malacostraca, Chilopoda e Insecta, lo que indica que dicha organización podría ser un precedente de la divergencia entre estas clases.

### Anatomía cardiovascular
En 2014 se describió un fósil  que conservaba con un detalle exquisito e inigualable: el corazón tubular y los vasos sanguíneos, que representan el sistema cardiovascular más antiguo identificado hasta ahora. "La rica vascularización en la cabeza... sugiere que el cerebro de esta especie requería un buen suministro de oxígeno para su desempeño", dijo el neurocientífico de la Universidad de Arizona, Nicholas Strausfeld, uno de los investigadores.

### Diferencias entreFuxianhuia protensayFuxianhuia xiaoshibaensis
Pese a su gran parentesco, F. xiaoshibaensis se diferencia de F. protensa  con su mayor número de terguitos en ejemplares menores, concretamente la presencia de 17 torácicos y 16 abdominales. Puede que esto se deba a las diferencias ontogénicas entre las especies, individuos de F. xiaoshibaensis de una misma etapa ontogenética miden un tercio de sus relativos en F. protensa; esta diferencia sugiere una proporción veloz de adición de terguitos temprano en el desarrollo de F. xiaoshibaensis en relación con la más atigua F. protensa. Este fenómeno está clara mente expresado con la presencia de 16 terguitos abdominales en F. xiaoshibaensis, comparado a los 12 – o en ocasiones excepcionales 13 – de F. protensa, pese a su máximo torático siendo similar. Debido a la escasa cantdad de fósiles articulados de F. xiaoshibaensis esta hipótesis aún no puede ser corroborada.

## Clasificación
La descripción original de Fuxianhuia fue a partir de material incompleto, verdadera naturaleza no se hizo evidente hasta que se descubrieron la cabeza y las extremidades. Su región de la cabeza articulada, la ausencia de correspondencia de sus segmentos similares al tergum y sus extremidades indiferenciadas se han tomado como indicación de una posición muy basal en los artrópodos, pese a que un análisis cladístico temprano sugirió que era un quelicerado ancestral. Se ha considerado que la presencia de un esclerito anterior distinto que lleva los ojos sugiere que una vez existió un prostomio demarcado al frente de la cabeza euartrópoda .
Fuxianhuia no es un artrópodo único, actualmente se reconoce que pertenece al clado Fuxianhuiida, donde se incluyen otros animales parecidos del Cámbrico de China, dentro de Fuxianhuiida está estrechamente relacionado con Guangweicaris, formando juntos la familia Fuxianhuiidae. Un cladograma se da a continuación:

|  | Shankouia       |
|  |                 |
|  | Liangwangshania |
|  |                 |

|  | Alacaris         |
|  |                  |
|  | Chengjiangocaris |
|  |                  |

|  | Fuxianhuia    |
|  |               |
|  | Guangweicaris |
|  |               |

|  | Alacaris         |
|  |                  |
|  | Chengjiangocaris |
|  |                  |

|  | Fuxianhuia    |
|  |               |
|  | Guangweicaris |
|  |               |

|  | Shankouia       |
|  |                 |
|  | Liangwangshania |
|  |                 |

|  | Alacaris         |
|  |                  |
|  | Chengjiangocaris |
|  |                  |

|  | Fuxianhuia    |
|  |               |
|  | Guangweicaris |
|  |               |

|  | Alacaris         |
|  |                  |
|  | Chengjiangocaris |
|  |                  |

|  | Fuxianhuia    |
|  |               |
|  | Guangweicaris |
|  |               |

|  | Shankouia       |
|  |                 |
|  | Liangwangshania |
|  |                 |

|  | Alacaris         |
|  |                  |
|  | Chengjiangocaris |
|  |                  |

|  | Fuxianhuia    |
|  |               |
|  | Guangweicaris |
|  |               |

|  | Alacaris         |
|  |                  |
|  | Chengjiangocaris |
|  |                  |

|  | Fuxianhuia    |
|  |               |
|  | Guangweicaris |
|  |               |

|  | Shankouia       |
|  |                 |
|  | Liangwangshania |
|  |                 |

|  | Alacaris         |
|  |                  |
|  | Chengjiangocaris |
|  |                  |

|  | Fuxianhuia    |
|  |               |
|  | Guangweicaris |
|  |               |

|  | Alacaris         |
|  |                  |
|  | Chengjiangocaris |
|  |                  |

|  | Fuxianhuia    |
|  |               |
|  | Guangweicaris |
|  |               |